# 阿博
阿博（2008年10月9日－2021年5月8日） 是美國第44任總統巴拉克·歐巴馬的寵物狗，也是歐巴馬家庭的成員之一。阿博是一隻已閹割的雄性黑色長毛葡萄牙水犬。奧巴馬一家本來沒有養狗，因為他的大女兒瑪麗亞對狗過敏。但為了延續白宮主人歷年均有養狗的傳統，第一家庭在入主白宮後，花了多個月去觀察各種犬種，並特地選擇了葡萄牙水犬這一種掉毛少的低敏狗。
2021年5月8日，奥巴马在推特宣布它离世的消息。

## 經歷

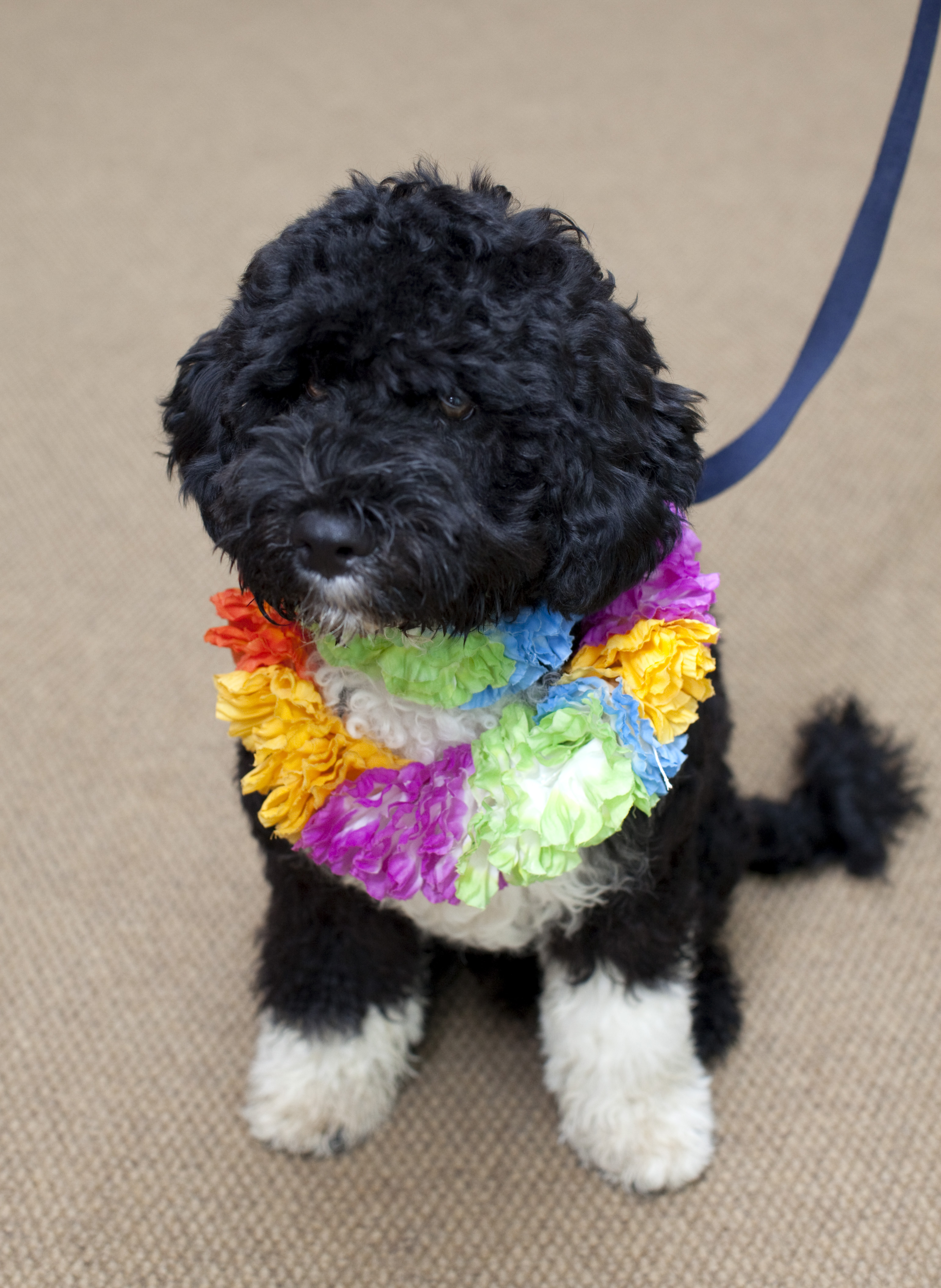
阿博抵達白宮時戴著花環。

根據美国犬业俱乐部的血統登記紀錄，阿博出生的名稱是，而他的前任主人給牠改了名作，直至確定了成為現任總統的第一犬，才由奧巴馬的兩位女兒瑪麗亞·安·奧巴馬與娜塔莎·奧巴馬改名為阿博。

## 逝世
|               | Barack Obama | Twitter的logo，一个风格化的小蓝鸟 |
| @Barack Obama |              | Twitter的logo，一个风格化的小蓝鸟 |

Today our family lost a true friend and loyal companion. For more than a decade, Bo was a constant, gentle presence in our lives—happy to see us on our good days, our bad days, and everyday in between.
今天，我们的家人失去了一个真正的朋友和忠实的同伴。十多年来，阿博在我们的生活中始终如一地，温柔地存在-很高兴见到我们在好日子，坏日子以及这两者之间的每一天。
2021年5月8日20:14
2021年5月8日，阿博因患癌症去世。

## 外部連結
- American Kennel Club Congratulates Obamas
- Bo's First Day （页面存档备份，存于）
- Breeder's website （页面存档备份，存于）

| 榮銜                                         | 榮銜                                      | 榮銜        |
| -------------------------------------------- | ----------------------------------------- | ----------- |
| 前任： Barney (喬治·布希's Scottish Terrier) | 白宮的寵物狗 2009年4月14日至2017年1月20日 | 繼任： 空缺 |